# Kék cize
A kék cize vagy kék cukormadár (Cyanerpes cyaneus) a madarak (Aves) osztályának verébalakúak (Passeriformes) rendjébe, ezen belül a tangarafélék (Thraupidae) családjába tartozó faj.

## Rendszerezése
A fajt Carl von Linné svéd természettudós írta le 1758-ban, a Certhia nembe Certhia cyanea néven.

## Alfajai
- Cyanerpes cyaneus brevipes (Cabanis, 1850)
- Cyanerpes cyaneus carneipes (P. L. Sclater, 1860)
- Cyanerpes cyaneus cyaneus (Linnaeus, 1766)
- Cyanerpes cyaneus dispar Zimmer, 1942
- Cyanerpes cyaneus eximius (Cabanis, 1850)
- Cyanerpes cyaneus gemmeus Wetmore, 1941
- Cyanerpes cyaneus gigas Thayer & Bangs, 1905
- Cyanerpes cyaneus holti Parkes, 1977
- Cyanerpes cyaneus pacificus Chapman, 1915
- Cyanerpes cyaneus tobagensis Hellmayr & Seilern, 1914
- Cyanerpes cyaneus violaceus Zimmer, 1942[2]

## Előfordulása
Mexikó, Aruba, Bonaire, Curaçao, Kuba, Trinidad és Tobago, Belize, Costa Rica, Salvador, Guatemala, Honduras, Nicaragua, Panama, Bolívia, Brazília,  Ecuador, Francia Guyana, Guyana, Kolumbia, Peru, Suriname valamint Venezuela területén honos.
Természetes élőhelyei a szubtrópusi és trópusi síkvidéki esőerdők, mocsári erdők és szavannák, valamint másodlagos erdők, ültetvények és vidéki kertek. Állandó nem vonuló faj.

## Megjelenése
Testhossza 13 centiméter, testtömege 13-14 gramm. Csőre kard alakúan hajlott, s fejnél hosszabb, a hosszú szárny, amelyben a szabadon álló kilenc elsőrendű evező közül az első három a leghosszabb; továbbá a középhosszú, némileg kivágott farok. A nászruhában lévő hímje gyönyörűen fénylő ultramarinkék, feje tetején ragyogó kékeszöld; háta felső része, szárnya, farka és szemsávja fekete. Az evezők belső szegélye sárga. Szeme szürkésbarna, csőre fekete; lába élénk narancsvörös.
|  |  |

## Életmódja
A fák koronájában tartózkodik, ahol a virágok nektárjával és érett, édes gyümölcsök levelével táplálkozik. Apró rovarokat is elkap.

## Szaporodása
A tojó egyedül építi a fészkét egy ágvillában. Két-három tojást rak, amelyeken 13 napig kotlik. A kikelő fiókákat is jobbára egyedül gondozza. A fiatalok 15-17 napos korukban repülnek ki a fészekből.

## Természetvédelmi helyzete
Az elterjedési területe rendkívül nagy, egyedszáma ugyan csökken, de még nem éri el a kritikus szintet. A Természetvédelmi Világszövetség Vörös listáján nem fenyegetett fajként szerepel.